# Arnold de Lantins
Arnold de Lantins (* vor 1400 in der Diözese Lüttich; † vor dem 2. Juli 1432 in Rom) war ein franko-flämischer Komponist und Sänger der frühen Renaissance.

## Leben und Wirken
Die derzeit bekannten archivalischen Unterlagen vermitteln über das Leben von Arnold de Lantins nur wenige Informationen; insbesondere sind Geburtsdatum und Geburtsort nicht überliefert. Anfang der 1930er Jahre haben ein französischer (Antoine Auda 1930) und ein belgischer (Charles Van den Borren 1932) Musikwissenschaftler übereinstimmend die Vermutung ausgesprochen, dass Arnold und sein Verwandter (Bruder?) Hugo de Lantins aus der Ortschaft Lantin stammen könnten; diese gehört heute zur Gemeinde Juprelle 4 km nördlich von Lüttich. Diese Vermutung wird gestützt durch den Beleg, dass beide Komponisten am 8. Juni 1423 als „Geistliche aus Lüttich“ in der Hofkapelle der Familie Malatesta in Pesaro tätig waren. Darüber hinaus wird Arnold zusammen mit Hugo in dem Lied „Hé compagnons“ von Guillaume Dufay erwähnt, das etwa um die gleiche Zeit entstanden ist. Zwei von Arnolds Liedern enthalten Anmerkungen, die belegen, dass er sich offensichtlich im März 1428 in Venedig aufgehalten hat.
Für wenige Monate (November 1431 bis Juni 1432) war Arnold de Lantins zusammen mit Dufay und Guillaume de Malbecque in der Kapelle Papst Eugens IV. in Rom als Sänger angestellt. Malbecque bat mit Dokument vom 2. Juli 1432 die Gemeinde Fermes (Diözese Lüttich), ihn mit Arnolds Benefizium (Pfründe) zu belehnen, was den vorangegangenen Tod von Arnold de Lantins belegt.

## Bedeutung
Arnold de Lantins wurde von den beiden wichtigsten norditalienischen Verfassern dieser Zeit als bedeutsamer Komponist bezeichnet. Ein Großteil seiner Lieder ist in einer italienischen Quelle überliefert, und im Tenor-Stimmbuch zu dieser Handschrift erscheint er in herausragender Stellung. Seine Vertonung „Tota pulchra es“ aus dem Hohelied ist in fünf verschiedenen Handschriften überliefert, was für geistliche Kompositionen dieser Zeit ungewöhnlich ist.
Andere Stücke von Lantins stehen noch in der Tradition des 14. Jahrhunderts, besonders wo komplizierte Rhythmen verwendet werden; jedoch zeigt seine Verwendung weiter Melodiebögen und der gelegentliche Gebrauch der Fauxbourdon-Technik die sich anbahnende stilistische Wende im ersten Drittel des 15. Jahrhunderts. Seine Kompositionen zeichnen sich durch eine besonders melodische Schreibweise aus, die am deutlichsten in seinen Liedern erkennbar ist. Hier erklingen oft lange bogenförmige Melodien über einem Tenor- oder Kontratenor-Gerüst (Beispiel: das Rondeau „Esclave a duiel“). Seine Messe „Verbum incarnatum“ (Das Wort wurde Fleisch) gehört zu den ersten vollständigen Vertonungen des Messordinariums in der Musikgeschichte.

## Werke
- Geistliche Musik
  - Messe „Verbum incarnatum“ zu drei Stimmen
  - Introitus „Salve sancta parens“, Kyrie, Sanctus und Agnus zu drei Stimmen
  - Gloria und Credo (I) zu drei Stimmen
  - Gloria und Credo (II) zu drei Stimmen
  - Lauda „In tua memoria“ zu drei Stimmen
  - Hoheliedvertonung „O pulcherrima mulierum“ zu drei Stimmen
  - Hoheliedvertonung „Tota pulchra es“ zu drei Stimmen

- Lieder (wenn nicht anders angegeben, Rondeau zu drei Stimmen)
  - „Amours servir et honnourer“ (Neujahr)
  - „Ce jour le l'an belle je vous supply“
  - „Certes belle quant de vous partiray“
  - „Esclave a duiel et forain de liesse“
  - „Helas é my ma dame et ma mestresse“
  - „Las pouray je mon martire celer“
  - „Ne me vuielliés belle oblier“
  - „Or voy je bien que je moray martir“
  - „Puis que je suy cyprianés“, Ballade zu drei Stimmen
  - „Quant je mire vos doulce portraiture“ (nach handschriftlichem Vermerk im März 1428 in Venedig komponiert)
  - „Sans despaisir et sans esmay“
  - „Se ne prenés de moy pité“ (nach handschriftlichem Vermerk im März 1428 in Venedig komponiert)
  - „Tout mon desir et mon voloir“, Ballade zu drei Stimmen (Neujahr)

- Nicht authentische Kompositionen (alle Rondeau zu drei Stimmen)
  - „Ce jour le doibt aussy fait la saison“ (Maifeiertag; mit Sicherheit von Guillaume Dufay)
  - „Chanter ne scay ce poyse moy“ (wahrscheinlich von Hugo de Lantins)
  - „Mon doulx espoir mon souvenir“ (wahrscheinlich von Hugo de Lantins)
  - „Ung seul confort pour mon cuer resjoïr“ (wahrscheinlich von Hugo de Lantins)